# 酢酸ミルセニル
酢酸ミルセニル（さくさんミルセニル、英: Myrcenyl acetate）は、化学式C12H20O2で表される有機化合物。主に調合香料の原料として用いられる。

## 用途
新鮮で強いベルガモット様フローラルノートを持つ。オーデコロンなどの調香に用いられ、フローラルノートやシトラスノートを与える。「Pseudolinalyl acetate」「Neobergamate」「Bergamyl acetate」などの商標名で供給されている。天然には見出されていない。 